# 托尔格洛
托尔格洛（德語：Torgelow，發音：[ˈtɔʁɡəloː] ⓘ）是德国梅克伦堡-前波美拉尼亚州前波美拉尼亚-格赖夫斯瓦尔德县的城市，面积72.19平方千米，2023年12月31日人口为9,269人。2014年5月25日，市镇海因里希斯鲁和托尔格洛-霍伦德赖并入托尔格洛。